# الاتحاد العام لنقابات عمال فلسطين
الاتحاد العام لنقابات عمال فلسطين هو أحد مؤسسات منظمة التحرير الفلسطينية.

## التاريخ
تأسس الاتحاد العام لعمال فلسطين عام 1965 عقب تأسيس منظمة التحرير الفلسطينية. كانت النواة الأولى لتأسيس الاتحاد هي تأسيس جمعية العمال العرب الفلسطينيين عام 1925 والتي امتدت فروعها في كافة مناطق فلسطين. عقد أول مؤتمر لاتحاد عمال فلسطين في غزة عام 1965، وعقد المؤتمر الثامن في الجزائر.

### الحرب الفلسطينية الإسرائيلية 2023
دمرت الطائرات الحربية الإسرائيلية مقر الاتحاد العام لنقابات عمال فلسطين في مدينة غزة في 7 مارس 2024.

## الأهداف
من أهداف تأسيس الاتحاد العام لعمال فلسطين:
- تنظيم وتوحيد عمال فلسطين في كافة أماكن تواجدهم.
- الدفاع عن حقوق العمال الفلسطينيين.
- تمثيل فلسطين وعمالها في المحافل العربية والإقليمية والدولية.
- تعزيز وجود العمال في كافة مناطق فلسطين.

## الفروع
لدى الاتحاد فروعًا في كافة محافظات دولة فلسطين، بالإضافة إلى تسعة فروع في خارج فلسطين.